# Scott Silver
Scott Silver (Worcester, 30 novembre 1964) è uno sceneggiatore e regista statunitense.
Ha ottenuto due candidature ai Premi Oscar e ai Premi BAFTA per il suo lavoro di sceneggiatura nei film The Fighter nel 2011 e Joker nel 2020.

## Filmografia

### Regista
- Johns (1996)
- Gli infiltrati (The Mod Squad) (1999)

### Sceneggiatura
- Johns, regia di Scott Silver (1996)
- Gli infiltrati (The Mod Squad), regia di Scott Silver (1999)
- 8 Mile, regia di Curtis Hanson (2002)
- X-Men le origini - Wolverine (X-Men Origins: Wolverine), regia di Gavin Hood (2009) - non accreditato
- The Fighter, regia di David O. Russell (2010)
- L'ultima tempesta (The Finest Hours), regia di Craig Gillespie (2016)
- Joker, regia di Todd Phillips (2019)
- Joker: Folie à Deux, regia di Todd Phillips (2024)

### Produttore
- La casa del sì (The House of Yes), regia di Mark Waters (1997) - esecutivo
- Stronger - Io sono più forte (Stronger), regia di David Gordon Green (2017)

### Ringraziamenti
- Requiem for a Dream, regia di Darren Aronofsky (2000)
- Quando tutto cambia (Then She Found Me), regia di Helen Hunt (2007)
- Bleed - Più forte del destino (Bleed for This), regia di Ben Younger (2016)
- Siberia, regia di Matthew Ross (2018)